# آنتونی مونتگومری
آنتونی مونتگومری (انگلیسی: Anthony Montgomery؛ زادهٔ ۲ ژوئن ۱۹۷۱) یک هنرپیشه، خواننده و ترانه‌سرا اهل ایالات متحده آمریکا است. وی از سال ۲۰۰۰ میلادی تاکنون مشغول فعالیت بوده‌است.
از فیلم‌ها یا برنامه‌های تلویزیونی که وی در آن نقش داشته است می‌توان به پیشتازان فضا: انترپرایز اشاره کرد.